# Mischogyne michelioides
Mischogyne michelioides är en kirimojaväxtart som beskrevs av Arthur Wallis Exell. Mischogyne michelioides ingår i släktet Mischogyne och familjen kirimojaväxter. Inga underarter finns listade i Catalogue of Life.